# Argentína az 1998. évi téli olimpiai játékokon
Argentína a japán Naganóban megrendezett 1998. évi téli olimpiai játékok egyik részt vevő nemzete volt. Az országot az olimpián 2 sportágban 2 sportoló képviselte, akik érmet nem szereztek.

## Alpesisí
Férfi
| Versenyző      | Versenyszám            | 1. futam      | 1. futam      | 2. futam | 2. futam | Összesítés | Összesítés |
| Versenyző      | Versenyszám            | Idő           | Hely.         | Idő      | Hely.    | Idő        | Helyezés   |
| -------------- | ---------------------- | ------------- | ------------- | -------- | -------- | ---------- | ---------- |
| Carola Calello | Lesiklás               |               |               |          |          | 1:36,71    | 34.        |
| Carola Calello | Műlesiklás             | 50,52         | 34.           | 51,04    | 25.      | 1:41,56    | 25.        |
| Carola Calello | Óriás-műlesiklás       | nem ért célba | nem ért célba | kiesett  | kiesett  | kiesett    | kiesett    |
| Carola Calello | Szuperóriás-műlesiklás |               |               |          |          | 1:25,08    | 41.        |

| Versenyző      | Versenyszám | Lesiklás | Lesiklás | Műlesiklás | Műlesiklás | Műlesiklás | Műlesiklás | Műlesiklás | Műlesiklás | Összesítés | Összesítés |
| Versenyző      | Versenyszám | Lesiklás | Lesiklás | 1. futam   | 1. futam   | 2. futam   | 2. futam   | Össz.      | Össz.      | Összesítés | Összesítés |
| Versenyző      | Versenyszám | Idő      | Hely.    | Idő        | Hely.      | Idő        | Hely.      | Idő        | Hely.      | Idő        | Helyezés   |
| -------------- | ----------- | -------- | -------- | ---------- | ---------- | ---------- | ---------- | ---------- | ---------- | ---------- | ---------- |
| Carola Calello | Összetett   | 39,98    | 19.      | 38,70      | 18.        | 1:18,68    | 18.        | 1:35,09    | 25.        | 2:53,77    | 19.        |

## Snowboard
Giant slalom
| Versenyző     | Versenyszám | 1. futam | 1. futam | 2. futam | 2. futam | Összesítés | Összesítés |
| Versenyző     | Versenyszám | Idő      | Hely.    | Idő      | Hely.    | Idő        | Helyezés   |
| ------------- | ----------- | -------- | -------- | -------- | -------- | ---------- | ---------- |
| Mariano López | Férfi       | 1:12,20  | 28.      | 1:19,11  | 21.      | 2:31,31    | 21.        |